# Bendis fufius
Bendis fufius är en fjärilsart som beskrevs av William Schaus 1894. Bendis fufius ingår i släktet Bendis och familjen nattflyn. Inga underarter finns listade i Catalogue of Life.